# Quem Quer Namorar com o Agricultor? (3.ª temporada)
A terceira temporada de Quem Quer Namorar com o Agricultor?, também conhecida como Quem Quer Namorar com a Agricultora? a partir desta mesma temporada, estreou a 26 de abril e terminou a 9 de agosto de 2020 na SIC, com a apresentação de Andreia Rodrigues. É uma adaptação do formato britânico Farmer Wants a Wife.

## Emissão
| Programa                    | Emissão            | Apresentação      |
| --------------------------- | ------------------ | ----------------- |
| Episódio                    | Domingos - 21h30   | Andreia Rodrigues |
| Diário - Edição da Tarde    | Dias úteis - 19h25 | Andreia Rodrigues |
| Diário - Edição da Noite    | Dias úteis - 00h25 | Andreia Rodrigues |
| Diário (Versão Agricultora) | Dias úteis - 23h30 | Andreia Rodrigues |

## Resumo

### Episódios
| Resumo | Resumo | Episódios | Episódios           | Originalmente exibido | Originalmente exibido |
| Resumo | Resumo | Episódios | Episódios           | Estreia da temporada  | Final da temporada    |
| ------ | ------ | --------- | ------------------- | --------------------- | --------------------- |
|        | 1      | 15        | 11                  | 26 de abril de 2020   | 5 de julho de 2020    |
| 4      | 1      | 15        | 12 de julho de 2020 | 9 de agosto de 2020   |                       |

### Diários dos Agricultores
| Resumo | Resumo | Episódios | Episódios          | Originalmente exibido | Originalmente exibido |
| Resumo | Resumo | Episódios | Episódios          | Estreia da temporada  | Final da temporada    |
| ------ | ------ | --------- | ------------------ | --------------------- | --------------------- |
|        | 1      | 62        | 45                 | 26 de abril de 2020   | 3 de julho de 2020    |
| 17     | 1      | 62        | 6 de julho de 2020 | 5 de agosto de 2020   |                       |

### Diários da Agricultora
| Resumo | Resumo | Episódios | Episódios          | Originalmente exibido | Originalmente exibido |
| Resumo | Resumo | Episódios | Episódios          | Estreia da temporada  | Final da temporada    |
| ------ | ------ | --------- | ------------------ | --------------------- | --------------------- |
|        | 1      | 73        | 50                 | 27 de abril de 2020   | 3 de julho de 2020    |
| 23     | 1      | 73        | 6 de julho de 2020 | 5 de agosto de 2020   |                       |

## Episódios
| 1.ª fase |    |               |                     | |
| 24       | 1  | "Episódio 1"  | 26 de abril de 2020 | 28,5% (1º segmento: Especial) 32,7% (2º segmento: A decisão) 30,9% (3º segmento: A chegada) |
| 25       | 2  | "Episódio 2"  | 3 de maio de 2020   | 28,2% (1º segmento: Especial) 27,5% (2º segmento: Os desafios) 27,9% (3º segmento: Extra) |
| 26       | 3  | "Episódio 3"  | 10 de maio de 2020  | 25,8% (1º segmento: Especial) 27,6% (2º segmento: As aventuras) 27,7% (3º segmento: Frente a frente) 27,2% (4º segmento: A escolha)                                                                                  |
| 27       | 4  | "Episódio 4"  | 17 de maio de 2020  | 25,9% (1º segmento: Especial) 28,3% (2º segmento: Cara a cara) 28,6% (3º segmento: Confissões) 29,6% (4º segmento: Os segredos) 29,6% (5º segmento: A hora da verdade)                                               |
| 28       | 5  | "Episódio 5"  | 24 de maio de 2020  | 25,4% (1º segmento: Especial) 25,4% (2º segmento: Amores imperfeitos) 25,1% (3º segmento: Vida nova) 26,6% (4º segmento: Contas à vida) 23,8% (5º segmento: Até ao fim) 25,9% (6º segmento: Dias felizes)            |
| 29       | 6  | "Episódio 6"  | 31 de maio de 2020  | 24,0% (1º segmento: Especial) 25,4% (2º segmento: Guerra e paz) 27,0% (3º segmento: Momento da verdade) 28,5% (4º segmento: Emoções fortes) 24,5% (5º segmento: O confronto) 27,0% (6º segmento: Expulsão)           |
| 30       | 7  | "Episódio 7"  | 7 de junho de 2020  | 17,8% (1º segmento: Especial) 19,8% (2º segmento: O confronto) 18,8% (3º segmento: Começar de novo) 22,2% (4º segmento: Cinco sentidos) 17,0% (5º segmento: Cumplicidades) 19,4% (6º segmento: Balbúrdia no campo)   |
| 31       | 8  | "Episódio 8"  | 14 de junho de 2020 | 22,2% (1º segmento: Especial) 21,4% (2º segmento: Presente e futuro) 24,4% (3º segmento: Cumplicidades) 29,9% (4º segmento: Palavras cruzadas) 24,3% (5º segmento: O encontro) 28,6% (6º segmento: A decisão final)  |
| 32       | 9  | "Episódio 9"  | 21 de junho de 2020 | 24,7% (1º segmento: Especial) 25,4% (2º segmento: Dias especiais) 26,8% (3º segmento: Gestos e palavras) 26,0% (4º segmento: Olhos nos olhos) 22,3% (5º segmento: A surpresa) 24,0% (6º segmento: As decisões)       |
| 33       | 10 | "Episódio 10" | 28 de junho de 2020 | 22,0% (1º segmento: Especial) 24,2% (2º segmento: Dias felizes) 21,8% (3º segmento: O amor acontece) 21,1% (4º segmento: Conversa em dia) 22,4% (5º segmento: Intimidades) 22,4% (6º segmento: Confidências)         |
| 34       | 11 | "Episódio 11" | 5 de julho de 2020  | 27,6% (1º segmento: Especial) 26,6% (2º segmento: A despedida) 25,1% (3º segmento: O balanço) 25,9% (4º segmento: A visita) 27,8% (5º segmento: O adeus) 29,8% (6º segmento: O pedido)                               |
| 2.ª fase |    |               |                     | |
| 35       | 12 | "Episódio 12" | 12 de julho de 2020 | 22,0% (1º segmento: Especial) 22,0% (2º segmento: Cumplicidades) 22,3% (3º segmento: Visita surpresa) 23,9% (4º segmento: Nova vida) 19,4% (5º segmento: O desafio) 22,8% (6º segmento: Sob brasas)                  |
| 36       | 13 | "Episódio 13" | 19 de julho de 2020 | 18,0% (1º segmento: Especial) 19,7% (2º segmento: Encontros imediatos) 18,1% (3º segmento: Desafios na quinta) 18,5% (4º segmento: Coração aberto) 18,1% (5º segmento: Amor à prova) 18,5% (6º segmento: A surpresa) |
| 37       | 14 | "Episódio 14" | 26 de julho de 2020 | 19,5% (1º segmento: Especial) 21,4% (2º segmento: A surpresa) 19,7% (3º segmento: Dias felizes) 19,7% (4º segmento: Emoções finais) 20,7% (5º segmento: A paródia) 17,9% (6º segmento: Fase final)                   |
| 38       | 15 | "Episódio 15" | 9 de agosto de 2020 | 31,2% (1º segmento: A decisão final) 33,8% (2º segmento: Últimas emoções) 26,1% (3º segmento: Grande final) |

## Diários dos Agricultores
| 1.ª fase |    |             |                                                                                           |     |
| 99       | 1  | "Diário 1"  | 26 de abril de 2020                                                                       | ASD |
| 100      | 2  | "Diário 2"  | 27 de abril de 2020                                                                       | ASD |
| 101      | 3  | "Diário 3"  | 28 de abril de 2020 (Parte 1) 29 de abril de 2020 (Parte 2)                               | ASD |
| 102      | 4  | "Diário 4"  | 30 de abril de 2020 (Parte 1) 1 de maio de 2020 (Parte 2)                                 | ASD |
| 103      | 5  | "Diário 5"  | 3 de maio de 2020                                                                         | ASD |
| 104      | 6  | "Diário 6"  | 4 de maio de 2020                                                                         | ASD |
| 105      | 7  | "Diário 7"  | 5 de maio de 2020                                                                         | ASD |
| 106      | 8  | "Diário 8"  | 6 de maio de 2020 (Parte 1) 7 de maio de 2020 (Parte 2)                                   | ASD |
| 107      | 9  | "Diário 9"  | 8 de maio de 2020                                                                         | ASD |
| 108      | 10 | "Diário 10" | 10 de maio de 2020                                                                        | ASD |
| 109      | 11 | "Diário 11" | 11 de maio de 2020                                                                        | ASD |
| 110      | 12 | "Diário 12" | 12 de maio de 2020                                                                        | ASD |
| 111      | 13 | "Diário 13" | 13 de maio de 2020                                                                        | ASD |
| 112      | 14 | "Diário 14" | 14 de maio de 2020                                                                        | ASD |
| 113      | 15 | "Diário 15" | 15 de maio de 2020                                                                        | ASD |
| 114      | 16 | "Diário 16" | 18 de maio de 2020                                                                        | ASD |
| 115      | 17 | "Diário 17" | 19 de maio de 2020                                                                        | ASD |
| 116      | 18 | "Diário 18" | 20 de maio de 2020                                                                        | ASD |
| 117      | 19 | "Diário 19" | 21 de maio de 2020                                                                        | ASD |
| 118      | 20 | "Diário 20" | 22 de maio de 2020                                                                        | ASD |
| 119      | 21 | "Diário 21" | 25 de maio de 2020                                                                        | ASD |
| 120      | 22 | "Diário 22" | 26 de maio de 2020                                                                        | ASD |
| 121      | 23 | "Diário 23" | 27 de maio de 2020                                                                        | ASD |
| 122      | 24 | "Diário 24" | 28 de maio de 2020                                                                        | ASD |
| 123      | 25 | "Diário 25" | 29 de maio de 2020                                                                        | ASD |
| 124      | 26 | "Diário 26" | 1 de junho de 2020                                                                        | ASD |
| 125      | 27 | "Diário 27" | 2 de junho de 2020                                                                        | ASD |
| 126      | 28 | "Diário 28" | 3 de junho de 2020                                                                        | ASD |
| 127      | 29 | "Diário 29" | 4 de junho de 2020                                                                        | ASD |
| 128      | 30 | "Diário 30" | 5 de junho de 2020                                                                        | ASD |
| 129      | 31 | "Diário 31" | 8 de junho de 2020                                                                        | ASD |
| 130      | 32 | "Diário 32" | 9 de junho de 2020                                                                        | ASD |
| 131      | 33 | "Diário 33" | 11 de junho de 2020                                                                       | ASD |
| 132      | 34 | "Diário 34" | 12 de junho de 2020                                                                       | ASD |
| 133      | 35 | "Diário 35" | 15 de junho de 2020                                                                       | ASD |
| 134      | 36 | "Diário 36" | 17 de junho de 2020                                                                       | ASD |
| 135      | 37 | "Diário 37" | 18 de junho de 2020                                                                       | ASD |
| 136      | 38 | "Diário 38" | 19 de junho de 2020                                                                       | ASD |
| 137      | 39 | "Diário 39" | 23 de junho de 2020                                                                       | ASD |
| 138      | 40 | "Diário 40" | 24 de junho de 2020                                                                       | ASD |
| 139      | 41 | "Diário 41" | 26 de junho de 2020                                                                       | ASD |
| 140      | 42 | "Diário 42" | 29 de junho de 2020                                                                       | ASD |
| 141      | 43 | "Diário 43" | 1 de julho de 2020                                                                        | ASD |
| 142      | 44 | "Diário 44" | 2 de julho de 2020                                                                        | ASD |
| 143      | 45 | "Diário 45" | 3 de julho de 2020                                                                        | ASD |
| 2.ª fase |    |             |                                                                                           |     |
| 144      | 46 | "Diário 46" | 6 de julho de 2020                                                                        | ASD |
| 145      | 47 | "Diário 47" | 7 de julho de 2020                                                                        | ASD |
| 146      | 48 | "Diário 48" | 8 de julho de 2020                                                                        | ASD |
| 147      | 49 | "Diário 49" | 9 de julho de 2020                                                                        | ASD |
| 148      | 50 | "Diário 50" | 10 de julho de 2020                                                                       | ASD |
| 149      | 51 | "Diário 51" | 14 de julho de 2020                                                                       | ASD |
| 150      | 52 | "Diário 52" | 15 de julho de 2020                                                                       | ASD |
| 151      | 53 | "Diário 53" | 16 de julho de 2020                                                                       | ASD |
| 152      | 54 | "Diário 54" | 17 de julho de 2020                                                                       | ASD |
| 153      | 55 | "Diário 55" | 21 de julho de 2020                                                                       | ASD |
| 154      | 56 | "Diário 56" | 22 de julho de 2020                                                                       | ASD |
| 155      | 57 | "Diário 57" | 23 de julho de 2020                                                                       | ASD |
| 156      | 58 | "Diário 58" | 24 de julho de 2020                                                                       | ASD |
| 157      | 59 | "Diário 59" | 28 de julho de 2020 (parte 1) 29 de julho de 2020 (parte 2) 30 de julho de 2020 (parte 3) | ASD |
| 158      | 60 | "Diário 60" | 2 de agosto de 2020                                                                       | ASD |
| 159      | 61 | "Diário 61" | 2 de agosto de 2020                                                                       | ASD |
| 160      | 62 | "Diário 62" | 3 de agosto de 2020 (parte 1) 4 de agosto de 2020 (parte 2) 5 de agosto de 2020 (parte 3) | ASD |

## Diários da Agricultora
| 1.ª fase |    |             |                     |     |
| 1        | 1  | "Diário 1"  | 27 de abril de 2020 | ASD |
| 2        | 2  | "Diário 2"  | 28 de abril de 2020 | ASD |
| 3        | 3  | "Diário 3"  | 29 de abril de 2020 | ASD |
| 4        | 4  | "Diário 4"  | 30 de abril de 2020 | ASD |
| 5        | 5  | "Diário 5"  | 1 de maio de 2020   | ASD |
| 6        | 6  | "Diário 6"  | 4 de maio de 2020   | ASD |
| 7        | 7  | "Diário 7"  | 5 de maio de 2020   | ASD |
| 8        | 8  | "Diário 8"  | 6 de maio de 2020   | ASD |
| 9        | 9  | "Diário 9"  | 7 de maio de 2020   | ASD |
| 10       | 10 | "Diário 10" | 8 de maio de 2020   | ASD |
| 11       | 11 | "Diário 11" | 11 de maio de 2020  | ASD |
| 12       | 12 | "Diário 12" | 12 de maio de 2020  | ASD |
| 13       | 13 | "Diário 13" | 13 de maio de 2020  | ASD |
| 14       | 14 | "Diário 14" | 14 de maio de 2020  | ASD |
| 15       | 15 | "Diário 15" | 15 de maio de 2020  | ASD |
| 16       | 16 | "Diário 16" | 18 de maio de 2020  | ASD |
| 17       | 17 | "Diário 17" | 19 de maio de 2020  | ASD |
| 18       | 18 | "Diário 18" | 20 de maio de 2020  | ASD |
| 19       | 19 | "Diário 19" | 21 de maio de 2020  | ASD |
| 20       | 20 | "Diário 20" | 22 de maio de 2020  | ASD |
| 21       | 21 | "Diário 21" | 25 de maio de 2020  | ASD |
| 22       | 22 | "Diário 22" | 26 de maio de 2020  | ASD |
| 23       | 23 | "Diário 23" | 27 de maio de 2020  | ASD |
| 24       | 24 | "Diário 24" | 28 de maio de 2020  | ASD |
| 25       | 25 | "Diário 25" | 29 de maio de 2020  | ASD |
| 26       | 26 | "Diário 26" | 1 de junho de 2020  | ASD |
| 27       | 27 | "Diário 27" | 2 de junho de 2020  | ASD |
| 28       | 28 | "Diário 28" | 3 de junho de 2020  | ASD |
| 29       | 29 | "Diário 29" | 4 de junho de 2020  | ASD |
| 30       | 30 | "Diário 30" | 5 de junho de 2020  | ASD |
| 31       | 31 | "Diário 31" | 8 de junho de 2020  | ASD |
| 32       | 32 | "Diário 32" | 9 de junho de 2020  | ASD |
| 33       | 33 | "Diário 33" | 10 de junho de 2020 | ASD |
| 34       | 34 | "Diário 34" | 11 de junho de 2020 | ASD |
| 35       | 35 | "Diário 35" | 12 de junho de 2020 | ASD |
| 36       | 36 | "Diário 36" | 15 de junho de 2020 | ASD |
| 37       | 37 | "Diário 37" | 16 de junho de 2020 | ASD |
| 38       | 38 | "Diário 38" | 17 de junho de 2020 | ASD |
| 39       | 39 | "Diário 39" | 18 de junho de 2020 | ASD |
| 40       | 40 | "Diário 40" | 19 de junho de 2020 | ASD |
| 41       | 41 | "Diário 41" | 22 de junho de 2020 | ASD |
| 42       | 42 | "Diário 42" | 23 de junho de 2020 | ASD |
| 43       | 43 | "Diário 43" | 24 de junho de 2020 | ASD |
| 44       | 44 | "Diário 44" | 25 de junho de 2020 | ASD |
| 45       | 45 | "Diário 45" | 26 de junho de 2020 | ASD |
| 46       | 46 | "Diário 46" | 29 de junho de 2020 | ASD |
| 47       | 47 | "Diário 47" | 30 de junho de 2020 | ASD |
| 48       | 48 | "Diário 48" | 1 de julho de 2020  | ASD |
| 49       | 49 | "Diário 49" | 2 de julho de 2020  | ASD |
| 50       | 50 | "Diário 50" | 3 de julho de 2020  | ASD |
| 2.ª fase |    |             |                     |     |
| 51       | 51 | "Diário 51" | 6 de julho de 2020  | ASD |
| 52       | 52 | "Diário 52" | 7 de julho de 2020  | ASD |
| 53       | 53 | "Diário 53" | 8 de julho de 2020  | ASD |
| 54       | 54 | "Diário 54" | 9 de julho de 2020  | ASD |
| 55       | 55 | "Diário 55" | 10 de julho de 2020 | ASD |
| 56       | 56 | "Diário 56" | 13 de julho de 2020 | ASD |
| 57       | 57 | "Diário 57" | 14 de julho de 2020 | ASD |
| 58       | 58 | "Diário 58" | 15 de julho de 2020 | ASD |
| 59       | 59 | "Diário 59" | 16 de julho de 2020 | ASD |
| 60       | 60 | "Diário 60" | 17 de julho de 2020 | ASD |
| 61       | 61 | "Diário 61" | 20 de julho de 2020 | ASD |
| 62       | 62 | "Diário 62" | 21 de julho de 2020 | ASD |
| 63       | 63 | "Diário 63" | 22 de julho de 2020 | ASD |
| 64       | 64 | "Diário 64" | 23 de julho de 2020 | ASD |
| 65       | 65 | "Diário 65" | 24 de julho de 2020 | ASD |
| 66       | 66 | "Diário 66" | 27 de julho de 2020 | ASD |
| 67       | 67 | "Diário 67" | 28 de julho de 2020 | ASD |
| 68       | 68 | "Diário 68" | 29 de julho de 2020 | ASD |
| 69       | 69 | "Diário 69" | 30 de julho de 2020 | ASD |
| 70       | 70 | "Diário 70" | 31 de julho de 2020 | ASD |
| 71       | 71 | "Diário 71" | 3 de agosto de 2020 | ASD |
| 72       | 72 | "Diário 72" | 4 de agosto de 2020 | ASD |
| 73       | 73 | "Diário 73" | 5 de agosto de 2020 | ASD |

## Agricultores

### João Paliotes
O João trabalha numa herdade em Monforte, distrito de Portalegre, onde vive com os pais e o irmão mais novo. João ajuda os pais nas lides do campo. Considera-se brincalhão e alguém com os pés bem assentes na terra. É romântico, mas não demais. A maior surpresa que já fez por amor foi levar uma ex-namorada a andar de barco. Não dispensa a companhia dos amigos, com quem costuma passar o tempo livre e sair à noite, mas não gosta de dançar porque diz que não sabe. No entanto, o hobbie preferido acaba por ser algo relacionado com trabalho: sendo um grande apaixonado por cavalos, o trabalho que esporadicamente tem como ferrador é algo que considera o seu hobbie preferido. Gosta de mulheres ligeiramente mais velhas que ele e preferencialmente loiras, mas também não se importa se for morena. No entanto, o que o conquista é o olhar porque os olhos dizem tudo. João adora crianças e é esse o seu maior sonho: encontrar alguém para formar uma família e ter vários filhos daqui por uns anos.

### Ricardo Bernardes
Natural de Torres Vedras, vive e trabalha sozinho numa propriedade com cerca de 3 hectares nos arredores de Rio Maior onde se dedica de corpo e alma aos cavalos. É um homem de paixões. A maior de todas tem 6 anos, a mais nova dos dois filhos. A sua segunda grande paixão são os cavalos. São como filhos dele. Tem no mar outra grande paixão, que concretiza através do surf. Tem uma fraca vida social, não gosta de sair à noite e confessa estar numa fase da vida em que não lhe interessam relações “descartáveis”, porque não pensa só nele mas também nos filhos.

### António Gonçalves
António nasceu em Portugal onde esteve até aos 17 anos, quando foi desafiado a ir de férias à Suíça. Já não voltou e fez lá grande parte da sua vida. Há 5 anos, decidiu voltar para Portugal. Tinha um objetivo de vida: deixar o stress para trás e começar algo novo. O projeto era abrir um hotel em Chaves, mas o negócio  não durou muito tempo e acabou por dedicar-se à agricultura.  António considera-se um homem divertido, que gosta de conviver e que se preocupa com o próximo. Uma pessoa de coração bom, com um olhar proativo sobre a vida e que não desiste do que quer. António procura alguém simples e com bom coração.

### Catarina Manique
A Catarina passa os dias a cuidar das 400 cabras e 105 ovelhas que possui, em conjunto com a sua mãe e padrasto. O objetivo final é vender o leite, bem como produzir o queijo na queijaria que têm na quinta. Catarina considera-se uma lutadora por já ter passado por situações muito difíceis na vida. Tem muitos amigos e adora sair à noite, mas o que mais gosta mesmo é de música: toca acordeão e adora música popular portuguesa. Catarina diz-se uma mulher independente e adora voltar à sua casa no final de cada dia, por ser o seu espaço. No entanto, gostava de ter uma companhia: alguém bem-disposto, que a apoie no trabalho nem que seja só aos fins-de-semana e com quem possa construir uma vida a dois. Sonha em ter muitos filhos.

### Francisco Tomé
Francisco, o pai e o irmão exploram uma herdade, na qual tem uma série de animais, entre ovelhas, cabras, porcos, cavalos e cães. Os cavalos são a sua grande paixão. Para além da quinta, têm uma empresa que presta serviços na área da agricultura. Viveu 14 anos na Suíça com os pais e irmãos, entre os 16 e os 30 anos. É divorciado e tem uma filha, Joana, de 13 anos que é a pessoa mais importante da sua vida. Foi ela quem incentivou o pai a embarcar nesta aventura. Confessa que não é muito romântico, mas é uma pessoa calma e meiga. Quer encontrar uma mulher respeitadora, trabalhadora e honesta. Que saiba dar valor ao que tem e que o ajude e respeite, bem como à sua filha. O momento mais feliz da sua vida foi, sem dúvida, o nascimento da filha.

## Candidatos/as

### Ricardo Ferreira
29 anos, Felgueiras. Ricardo é técnico têxtil e técnico especialista de exercício físico. Considera-se uma pessoa sincera, honesta, divertida, confiante e com elevada autoestima. Adora praticar desporto e estar com a família. Procura alguém com quem possa confiar e sentir-se seguro. Gosta de mulheres com personalidade forte, sensíveis, trabalhadoras e com bom sentido de humor.

### Bruno Pontes
32 anos, Braga. Bruno vive com os pais e a irmã. Considera-se uma pessoa simpática, humilde, educada, atenciosa e romântica. Sonha em ser pai. Confessa que participa no programa pela aventura e que vai de coração aberto.

### Daniel Malheiro
27 anos, Bragança.  Daniel é agricultor e modelo. Vive com os pais e os irmãos. É fã de exercício físico, adora acordar cedo e aproveitar o dia. Considera-se bastante sociável, falador, divertido, simpático e sempre bem-disposto. Numa relação é romântico, atencioso e pouco ciumento. Procura uma mulher humilde, simpática, atraente, trabalhadora, tímida e divertida.

### Pedro Pereira
31 anos, Amadora.  Pedro trabalha num call center e vive com os pais. No programa procura alguém que o complete para ter uma relação sólida. Aprecia uma mulher genuína e que não tente ser alguém que não é. É a favor das novas experiências e junta o útil ao agradável.

### Neusa Marques
43 anos, Marinha Grande. Neusa foi cuidadora mas atualmente está desempregada. Considera-se uma pessoa simples, prática, amiga, flexível e tolerante. Tem um filho com 18 anos. Sonha em ir viver para uma aldeia e ter contacto com a natureza. Gosta de pescar e de agricultura. Numa relação procura amizade, lealdade, cumplicidade e muitos sorrisos. Quando conhece uma pessoa repara nas mãos e nos sapatos.

### Ana Jesus
56 anos, Ilha Terceira. Ana é divorciada e está reformada. Vem de uma família numerosa. Considera-se uma pessoa passiva, meiga, social e amorosa. O momento mais feliz da sua vida foi o nascimento dos seus dois filhos. Adora acordar e deitar cedo. Procura um homem meigo, paciente, sensível, comunicativo, amoroso e divertido. Os olhos são o atributo que aprecia num primeiro encontro.

### Susana Gomes
45 anos, Avelãs de Caminho. Susana é costureira. Divorciada há 7 anos, procura ter uma relação com companheirismo, compreensão, carinho e um ombro amigo. Gosta de homens trabalhadores, sinceros, sensíveis, educados e honestos. O momento mais feliz da sua vida foi o nascimento dos filhos. Tem pânico de cobras e sapos.

### Ana Sofia Videira
45 anos, Coimbra. Sofia Videira é licenciada em comunicação. Nunca casou e não tem filhos. Saiu da função pública para cuidar da mãe doente e agora trabalha como monitora de festas de crianças. Já participou em “O Carro do Amor”. É comunicativa, simpática e bastante sociável.

### Maria João Ramos
42 anos, Lisboa. Maria João Ramos é dinâmica, pró-ativa e determinada. É uma verdadeira mulher dos 7 ofícios. Já trabalhou como modelo, personal shopper, na hotelaria e está envolvia nas atividades políticas da sua freguesia. Atualmente, faz um curso de consultoria imobiliária. A última relação que teve foi há 2 anos. Já participou em “O Carro do Amor” e procura a “tampa para a sua panela”, ou seja, um homem inteligente, trabalhador, com princípios e brincalhão.

### Nancy Jesus
38 anos, Vagos. Nancy nasceu na Venezuela. Veio para Portugal com 16 anos com os pais. Casou com 18 anos e divorciou-se 6 anos depois. Tem um filho com 19 anos. É esteticista e designer de unhas de gel. É doce, simpática e insegura com o seu corpo. Procura um homem alegre, brincalhão, querido e atrevido.

### Yasmyni Lima
34 anos, Tavira. Yasmyni é brasileira, natural de Natal. Veio para Portugal para ter uma vida melhor. Vive com o filho de 10 anos. Foi a mãe que a inscreveu no programa. Trabalha em venda de artesanato local, na loja do padrasto, em Tavira. Terminou a última relação o ano passado. É extremamente sincera, muito calma e tranquila. Porém, tem uma personalidade forte. “Um não é realmente um não”!

### Claúdia Sousa
22 anos, Vila Nova de Gaia. Cláudia é Auxiliar de Veterinária, mas atualmente está desempregada. A grande paixão da sua vida são os cavalos: pratica equitação e faz competição de saltos de obstáculos. Nunca bebeu vinho e acabou por experimentar e gostar no programa. Já sofreu por amor, é bastante reservada em relação aos sentimentos, mas é divertida. O último relacionamento durou dois anos e acabou porque ele não entendia a sua paixão por cavalos.

### Dalila Gomes
29 anos, Alcochete. Dalila é recepcionista e freelancer em Marketing e comunicação. Viveu em união de facto durante cinco anos e não resultou por incompatibilidade. Faz Yoga e adora dançar. Odeia galinhas. É uma comunicadora nata!

### Mafalda Matos
27 anos, Almada. Mafalda é Professora de Yoga e adora natureza e animais. Odeia cozinhar e vive bastante no mundo dela, não sabe viver sem a sua gata “Safira”. Quer ser mãe, mas não para já, porque o grande objetivo de vida dela é estabilizar profissionalmente.

### Daniela Freitas
25 anos, Gaia. Daniela é camaroteira. Considera-se uma pessoa bastante leal, teimosa e, numa relação, acaba sempre por dar mais do que devia. O momento mais feliz foi o nascimento dos sobrinhos. Detesta traição e admira a confiança e o respeito.

### Mafalda Rodrigues
46 anos, Évora. Mafalda é esteticista, massagista e técnica de laser e já trabalhou em vários países. Nunca casou nem tem filhos por opção. Há um ano que não tem uma relação. Adora cães e o campo. É a verdadeira mulher do norte: destemida, desbocada e cheia de garra!

### Sandra Lagarto
32 anos, Charneca da Caparica. Sandra está atualmente desempregada. Teve duas relações sérias, mas que lhe deixaram algumas mágoas. Durante uns tempos, deixou de acreditar no amor e hoje quer fugir para o campo na esperança de que uma vida “rural” lhe traga algo novo… quem sabe o amor! É muito reservada. Quer casar e ter filhos.

## Escolhas dos Agricultores
| Agricultor(a)     | Candidato(a)s                                               | Candidato(a) escolhido(a) pelo(a) agricultor(a) |
| ----------------- | ----------------------------------------------------------- | ----------------------------------------------- |
| João Paliotes     | Cláudia Sousa Dalila Gomes Mafalda Matos Daniela Freitas    | Dalila Gomes                                    |
| Ricardo Bernardes | Mafalda Rodrigues Sandra Lagarto                            | Ninguém                                         |
| António Gonçalves | Neusa Marques Ana Jesus Susana Gomes                        | Aurélia Almeida                                 |
| Catarina Manique  | Bruno Pontes Daniel Malheiro Pedro Pereira Ricardo Ferreira | Ninguém                                         |
| Francisco Tomé    | Maria João Ramos Yasmyni Lima Nancy Jesus Ana Sofia Videira | Maria João Ramos                                |